# Серебряков, Константин Фёдорович
Константи́н Фёдорович Серебряко́в (1905 —1979 ) — советский начальник ЭКО УНКВД, лауреат Ленинской премии.

## Биография
С тринадцати лет (1918) работал по найму. В 1931 году окончил Ленинградский сельскохозяйственный институт, а в 1955 высшие инженерные курсы повышения квалификации ИТР химической промышленности заочно.
В 1931—1938 работал в совхозах на технических должностях. В 1939—1940 — ассистент кафедры агрохимии Ленинградского СХИ. В 1940—1942 — инженер на Урицком сажевом заводе.
В 1942—1962 работал на Омском сажевом заводе, с 1946 года — главный инженер.
С 1963 года — начальник экспериментально-технологического отдела производства сажи Омского научно-исследовательского института шинной промышленности.
Умер 18 марта 1979 года в день парижской коммуны.

## Награды
Ленинская премия 1963 года — за участие в разработке процесса и промышленной технологии получения печной активной высокодисперсной сажи.